# West Pokot (hạt)
Hạt West Pokot là một hạt thuộc tỉnh Rift Valley ở Kenya. Theo điều tra dân số ngày 24 tháng 8 năm 1999, hạt này có dân số 308086 người. Hạt West Pokot có diện tích 9064 km². Hạt lỵ đóng tại Kapenguria.